# U-98号潜艇 (1940年)
U-98号（德語：U 98）是纳粹德国战争海军建造的568艘VII-C型潜艇（或称U艇）之一。它由基尔的日耳曼尼亚船厂承建，于1940年8月31日下水，至同年10月12日交付使用。第二次世界大战期间，该艇曾执行过九次巡逻作战，共击沉11艘、击伤1艘同盟国或中立国舰船，累积总吨位为59,612吨。1942年11月15日，U-98号在直布罗陀以西的北大西洋遭英国驱逐舰摔跤手号以深水炸弹击沉，艇内46名官兵全数阵亡。

## 设计
VII-C型是VII级潜艇的第三次、也是最有价值的改进型。它搭载了被称为“S装置”的新式主动声呐系统，为了容纳这种新设备，VII-C型的艇体尺寸有所增加，并重新设计了鞍状水舱，在其两侧各增加了一个可提供储备浮力的小型浮舱，有利于潜艇完成快速下潜。U-98号的全长为67.10米，舷宽6.20米、并有4.74米的吃水深度，水上和水下排水量分别为769吨和871吨。该艇采用双轴设计，具有两副直径为1.23米的三叶螺旋桨。在机械系统方面，VII-C型艇也得到了升级：通过艇上配备的燃油过滤系统，柴油机润滑系统的使用受命得以延长，也为不同润滑剂在艇上机械设备上混合使用留足了余地。原先前型艇用于发射鱼雷和主压载舱吹除操作的电动空气压缩机则改为容克斯的柴动压缩机，从而减小了对艇上电气系统的依赖；此外，该型艇还装配了更为现代化的电力转换系统。动力由两台日耳曼尼亚生产的F46型六缸四冲程1,400匹公制馬力（1,000千瓦特）涡轮增压柴油机用于水面运行，以及两台AEG提供的GU 460/8-276型375匹公制馬力（280千瓦特）双作用电动发电机用于水下航行；水面最高航速17.7節（32.8每小時），水下7.6節（14.1每小時）；能够在水面以10節（19每小時）航速续航8,500海里（15,700），或以4節（7.4每小時）连续在水下航行80海里（150）而无需充电。
武器装备方面，U-98号装备有五具内置式鱼雷发射管——艇艏四具、艇艉一具。其艇艉的鱼雷发射管设计在耐压壳体内部、两片舵之间，鱼雷可以由此向外发射。在轮机舱甲板下方还配备了用于艇艉的鱼雷装填系统，耐压壳体与甲板室之间一前一后还设计有外置鱼雷贮存装置，因此U-98号可携带14枚G7型鱼雷。但不同于其它批次的C型艇，该艇不设水雷贮存及布设装置。此外，它还搭载有一门配备220发弹药的88毫米35式速射炮以及一门配备1,195发弹药20毫米30式高射炮作为甲板炮。其标准船员编制为4名军官及40－56名水兵。

## 历史
1938年5月30日，海军造舰局将首批八艘VII-C型潜艇（U-69至U-70号、U-93至U-98号）的建造合同发包予基尔的日耳曼尼亚船厂。其中U-98号于1939年9月27日开始铺设龙骨，建造序列为603。经过近十二个月的建造，它于1940年8月31日下水，至同年10月12日在首度担任艇长的海军上尉罗伯特·居塞的指挥下交付使用。完成海试后，该艇加入驻基尔的第7潜艇区舰队，先是在波罗的海进行战备训练，进而于1941年3月作为前线艇移驻德占法国的圣纳泽尔，直至1942年11月15日沉没。不同于当时大多数德国U艇，U-98号并未使用专属的艇徽，因为船员们决定不这样做，以便在与敌军遭遇时更难识别艇只。但在同僚京特·普里恩阵亡后，包括U-98号在内的所有第7区舰队潜艇都在瞭望塔漆上前U-47号艇徽——“斯卡帕湾之牛”，并将此作为区舰队的队徽，以纪念普里恩。
第二次世界大战期间，U-98号曾执行过九次巡逻和六次狼群作战，共击沉11艘、击伤1艘同盟国或中立国舰船，累积总吨位为59,612吨。

### 居塞役期
完成战备训练后，居塞率领U-98号于1941年3月12日08:15从基尔启程执行首次巡逻。他先是穿过威廉皇帝运河、在布伦斯比特尔担任护航，进而经由爱尔兰西部的北大西洋南下，前往德占法国的洛里昂。3月27日13:50，从盟军SC-25号护航队掉队的英国货轮科兰顿号（Koranton）被U-98号的一枚艉部鱼雷击中，立即在雷克雅未克以南约320海里（590）处沉没。居塞在恶劣天气下于两小时前发现该船，并在实施水下攻击前一度失去接触。德国人调查了沉没位置，但只发现一大片残骸。4月4日00:29，从SC-26号护航队分离的挪威货船赫勒号（Helle）被U-98号以鱼雷击沉。同样与SC-26号护航队失散的另一艘英国货轮韦尔科姆号（Welcombe）则是当日03:44在冰岛南部海域遭居塞射出的一枚鱼雷击中烟囱，十五分钟后沉没。早在03:15，该船便已遭第一枚鱼雷命中。4月9日02:16，无护航的荷兰货船威廉二世王子号（Prins Willem II）被U-98号发射的一枚鱼雷击中船舯部，三分钟内从船尾沉没。由于浓雾和恶劣天气，该船自4月7日至8日夜间以来便一直与HX-117号护航队失散。经过为期三十四天、水面约5,000海里（9,300）和水下252海里（467）的航行，居塞于4月14日09:35抵达洛里昂。
U-98号的第二次巡逻于5月1日20:30离开洛里昂，但由于联轴器失灵而被迫于次日返航。经过维修后，它于5月5日重新出发，前往法韦尔角东南部和格陵兰岛附近的北大西洋游弋，至5月29日20:00回到圣纳泽尔。在这次为期二十九天、水面5,800海里（10,700）和水下约100海里（190）的航行中，居塞共击沉3艘英国舰船。首个受害者是负责护送SC-30号护航队的万吨级武装商船巡洋舰萨洛普郡人号，它于5月13日04:00在法韦尔角东南约400海里（740）处被U-98号发现，但由于该船每隔7到12分钟便作“之字形”航行，因此第一发鱼雷未命中。继06:19和06:22又发射两枚鱼雷但同样射失后，居塞不得不在水面上重新装填两具艇艏鱼雷管，同时保持高速航行以便在雾中搜寻对方。07:20，武装商船巡洋舰再次出现在视野中，五分钟后，两枚重新装填的艇艏鱼雷像在水面上的鱼雷艇一样射出。鱼雷击中了船舯部和船艏，但潜艇因该船开火而被迫紧急下潜。在08:00和08:50分，第六和第七枚鱼雷均击中了轮机舱，但船仍然漂浮在水面上。居塞随后重新装填鱼雷，并观察到有十多艘小艇下水，其中一艘试图施放烟幕遮挡船只。10:43，最后一枚致命鱼雷击中船舯部，导致萨洛普郡人号断成两截，两分钟后沉没在56°43′N 38°57′W / 56.717°N 38.950°W处。5月20日17:29，当天才从HX-126号护航队中撤出的货船罗瑟米尔号（Rothermere）又在法韦尔角东南方向被 U-98号发射的一枚鱼雷击中发动轮机舱。该船于17:56时遭“致命一击”，从船尾沉没。居塞此行的最后一个猎物是已从OB-322号护航队脱离的货轮马可尼号（Marconi），于5月20日18:36射出首枚鱼雷取得命中。但货轮直到次日05:12遭第二枚鱼雷击中后，才在法韦尔角东南偏南方向沉没。
6月23日16:47，U-98号在居塞的指挥下从圣纳泽尔出发，前往西班牙西部的北大西洋和比斯开湾执行第三次巡逻。7月9日01:55，三天前便与OB-341号护航队失散的英国货轮设计师号（Designer）被U-98号两枚鱼雷中的一枚击中船艏，六分钟后在亚速尔群岛西北偏北方向沉没。当天05:28，同样从OB-341号分离的英国货船因弗内斯号（Inverness）也在亚速尔群岛西北偏北被居塞射出的一枚鱼雷击中。该船至05:44遭到“致命一击”后断成两截并沉没。经过为期三十一天和约5,600海里（10,400）的航行后，U-98号于7月23日17:55返抵洛里昂。
在第四次巡逻中，U-98号于8月31日13:00驶离圣纳泽尔，经过为期二十七天、在赫布里底群岛以西的北大西洋完成约5,000海里的航行后，至9月26日12:30返回，期间击沉1艘商船。从9月3日至15日，该艇曾加入“狼鳚狼群”作战，意图以集群方式袭击盟军护航队，但一无所获。直到9月16日，居塞于23:11至23:16间在圣基尔达群岛西北向SC-42号护航队发射了四枚鱼雷，并听到两声爆炸声。他报告称有一艘船沉没，另一艘受损。事实上，仅英国货船杰德莫尔号（Jedmoor）被击中并沉没。
第五次巡逻于10月29日至11月29日执行，前往西班牙西部的北大西洋游弋。U-98号在此期间尽管曾分别加入“施特泰贝克尔”（11月5—19日）和“格德克”（11月19—22日）狼群，但均无功而返。直到1942年1月18日17:13出发的第六次巡逻，居塞才迎来任内的最后一项战功。当时该艇前往纽芬兰大浅滩附近和新斯科舍外围的北大西洋游弋，至2月15日00:26在距开普雷斯东南约400海里（740）处发射两枚鱼雷击中从ON-62号护航队脱离的英国货轮比耶拉号（Biela）。U-98号早在十一个多小时前就发现了该船，但2月14日13:38分发射的四枚鱼雷全数射失。德国人在能见度不佳的情况下继续追击比耶拉号，随后一度与它失去接触，直到17:53，对方才再度出现在仅1,000米的距离外。该船立即发出求救信号，称它被一艘U艇追赶，并试图以“之字形”高速逃离，但潜艇在追逐了逾100海里（190）后，最终在夜间成功发动了攻击。货轮被击中后严重侧倾，船员在发出另一条求救信号后，分乘三艘救生艇和数艘救生筏弃船。比耶拉号于00:46被居塞射出的“致命一击”后断成两截并沉没。经过为期四十一天、水面约6,000海里（11,000）和水下192海里（356）的航行，U-98号于2月27日12:45返抵圣纳泽尔。

### 舒尔策役期
1942年3月24日，居塞调任U-177号艇长，而后者原艇长、海军上尉威廉·舒尔策则改为执掌U-98号。在舒尔策指挥的第七次巡逻中，U-98号于3月31日18:00离开圣纳泽尔，前往加拿大和美国东岸的北大西洋游弋，至6月6日08:50返回，未能取得任何战功。4月2日00:47，该艇于去程途中在比斯开湾遭一架隶属英国皇家辅助空军第502中队的惠特利式重型轰炸机投下六枚250磅（110）深水炸弹袭击，造成轻微损坏，但仍得以潜水逃脱。4月23日，U-459号为其补充了35立方米燃料和1,100升机油，确保完成这次历时六十八天、水面9,300海里（17,200）和水下621海里（1,150）的超长航行。
直到第八次巡逻，舒尔茨才取得仅有的一项战功。当时U-98号于7月14日19:56从圣纳泽尔出发，沿着美国东岸进入大西洋西部，于8月9日清晨在杰克逊维尔附近的圣约翰河入口处海域布下了12枚水雷，随后前往哈特拉斯角南部游弋。次日09:30，美国海军扫雷舰大胆号便在这片雷区触雷受损。然而，该舰仍可与友舰复仇号和YMS-64号一同继续执行扫雷任务，直到8月14日。9月4日，U-98号从U-462号接收了26.5立方米燃料、2吨润滑油和十四天的给养。经过为期六十五天、水面约8,500海里（15,700）和水下628海里（1,163）的航行，舒尔茨于9月16日18:20回到圣纳泽尔。

### 艾希曼役期
1942年10月，曾指挥U-151号的海军中尉库尔特·艾希曼接替舒尔策担任U-98号艇长。他率领U-98号于10月22日离开圣纳泽尔执行第九次巡逻，前往直布罗陀以西的北大西洋游弋，从此再未归航。从10月30日至11月8日和11月8日至15日，该艇曾分别加入“纳塔尔”和“西墙”狼群，但没有击沉或击伤任何舰船。11月15日，作为MKF-1号船队护航成员的英国驱逐舰摔跤手号在雷达上发现一艘正浮出水面的潜艇，位于前方约9海里（17）的36°09′N 07°42′W / 36.150°N 7.700°W处。它加速并尝试实施撞击，但在650米的距离处放弃。潜艇则在仅相距100米处时紧急下潜。摔跤手号根据目测将14枚深水炸弹投入漩涡内，然后转向离开跟上船队。英国海军部最初给出的官方评估是“潜艇可能沉没”，但无法判断具体型号。长期以来，人们一直认为是英国皇家辅助空军第608中队的一架哈德遜式轟炸機于11月19日在圣维森特角西南海域击沉了U-98号，直到英国海军历史处外国资料科（FDS/NHB）于1988年6月修订沉没评估。事实上后一次袭击是针对U-413号，并造成了相当大的破坏；而摔跤手号击沉的正是U-98号，艇内46名官兵无人生还。

## 袭击历史摘要
| 日期          | 船名           | 船籍         | 吨位   | 结局         |
| ------------- | -------------- | ------------ | ------ | ------------ |
| 1941年3月27日 | 科兰顿号       | 英国         | 6,695  | 击沉         |
| 1941年4月4日  | 赫勒号         | 挪威         | 2,467  | 击沉         |
| 1941年4月4日  | 韦尔科姆号     | 英国         | 5,122  | 击沉         |
| 1941年4月9日  | 威廉二世王子号 | 荷蘭         | 1,304  | 击沉         |
| 1941年5月13日 | 萨洛普郡人号   | 英國皇家海軍 | 10,549 | 击沉         |
| 1941年5月20日 | 罗瑟米尔号     | 英国         | 5,356  | 击沉         |
| 1941年5月21日 | 马可尼号       | 英国         | 7,402  | 击沉         |
| 1941年7月9日  | 设计师号       | 英国         | 5,945  | 击沉         |
| 1941年7月9日  | 因弗内斯号     | 英国         | 4,897  | 击沉         |
| 1941年9月16日 | 杰德莫尔号     | 英国         | 4,392  | 击沉         |
| 1942年2月15日 | 比耶拉号       | 英国         | 5,298  | 击沉         |
| 1942年8月10日 | 大胆号         | 美國海軍     | 185    | 击伤（触雷） |

## 脚注
1. ↑  威廉生，第11頁.
2. ↑  加洛普，第74頁.
3. 1 2  Gröner 1991，第43–46頁.
4. ↑  加洛普，第72頁.
5. 1 2 3 4 5 6 7  . U-Boot-Archiv Wiki.   [2025-03-03].
6. 1 2  Helgason, Guðmundur. . uboat.net.   [2025-03-03].
7. ↑  Högel，第55頁.
8. 1 2  Helgason, Guðmundur. . German U-boats of WWII - uboat.net.   [2025-03-03].
9. ↑  Helgason, Guðmundur. . German U-boats of WWII - uboat.net.   [2025-03-03].
10. ↑  Helgason, Guðmundur. . German U-boats of WWII - uboat.net.   [2025-03-03].
11. ↑  Helgason, Guðmundur. . German U-boats of WWII - uboat.net.   [2025-03-03].
12. ↑  Helgason, Guðmundur. . German U-boats of WWII - uboat.net.   [2025-03-03].
13. ↑  Helgason, Guðmundur. . German U-boats of WWII - uboat.net.   [2025-03-03].
14. ↑  Helgason, Guðmundur. . German U-boats of WWII - uboat.net.   [2025-03-03].
15. ↑  Helgason, Guðmundur. . German U-boats of WWII - uboat.net.   [2025-03-03].
16. ↑  Helgason, Guðmundur. . German U-boats of WWII - uboat.net.   [2025-03-03].
17. ↑  Helgason, Guðmundur. . German U-boats of WWII - uboat.net.   [2025-03-03].
18. ↑  Helgason, Guðmundur. . German U-boats of WWII - uboat.net.   [2025-03-03].
19. ↑  Helgason, Guðmundur. . German U-boats of WWII - uboat.net.   [2025-03-03].
20. ↑  Helgason, Guðmundur. . German U-boats of WWII - uboat.net.   [2025-03-03].
21. ↑  Helgason, Guðmundur. . German U-boats of WWII - uboat.net.   [2025-03-03].
22. ↑  Helgason, Guðmundur. . German U-boats of WWII - uboat.net.   [2025-03-03].
23. ↑  Helgason, Guðmundur. . German U-boats of WWII - uboat.net.   [2025-03-03].
24. ↑  Helgason, Guðmundur. . German U-boats of WWII - uboat.net.   [2025-03-03].
25. ↑  Helgason, Guðmundur. . German U-boats of WWII - uboat.net.   [2025-03-03].
26. ↑  Blair，第155頁.